# Flavio Buscasso
Flavio Rafael Buscasso Sigillito (Montevideo, Uruguay, 18 de julio de 1926 - Montevideo, Uruguay, 24 de marzo de 2002) fue un abogado y político uruguayo, quien se desempeñó como presidente del Banco de Previsión Social entre 1988 y 1989 y como ministro del Interior entre 1989 y 1990.

## Primeros años
Nació en Montevideo el 18 de julio de 1926.
Cursó estudios en la Facultad de Derecho de la Universidad de la República, donde se graduó como abogado en 1958.

## Primeros cargos públicos
Se desempeñó como asesor letrado del Ministerio del Interior, y en dicho carácter integró una Comisión Especial de Represión del Comercio Ilícito de la Carne, que presidió entre 1962 y 1964;así como un grupo de trabajo para la planificación migratoria en 1965.

## Director general de Secretaría
En julio de 1967 fue nombrado por el presidente Oscar Gestido y el ministro Amílcar Vasconcellos como director general de Secretaría del entonces Ministerio de Hacienda (tercer cargo en jerarquía en los ministerios en Uruguay después del ministro y el subsecretario).
Permaneció en el cargo bajo las presidencias de Gestido y Jorge Pacheco Areco y los ministerios de Vasconcellos, César Charlone y Armando Malet, cesando en diciembre de 1970 cuando el titular de la cartera, ya rebautizada como Ministerio de Economía y Finanzas, era nuevamente Charlone.
En abril de 1971 regresó a la Dirección General de Secretaría del MEF,bajo el ministerio de Carlos M. Fleitas. 
En marzo de 1972 fue ratificado en el puesto por el nuevo presidente Juan María Bordaberry y su ministro Francisco Forteza.Cesó en el mismo en octubre del mismo año,coincidiendo con la salida de Forteza y su sustitución por Moisés Cohen.
En marzo de 1985, al restablecerse la democracia, fue nuevamente nombrado director general de Secretaría del MEF por el nuevo presidente Julio María Sanguinetti y su ministro Ricardo Zerbino,permaneciendo en él durante tres años.

## Presidente del Banco de Previsión Social
El 22 de setiembre de 1988 el gobierno de Sanguinetti designó a Buscasso presidente del Banco de Previsión Social, en reemplazo del renunciante David Bonilla Fontes.
Ocupó  el cargo durante poco más de un año, hasta asumir como ministro, siendo entonces sucedido interinamente por el vicepresidente Norberto Sanguinetti.

## Ministro del Interior
El 25 de octubre de 1989 el presidente Sanguinetti lo nombró ministro del Interior,en sustitución de Francisco Forteza que había permanecido solo tres meses en el cargo.
Buscasso ocupó la titularidad de la cartera durante poco más de cuatro meses, hasta la finalización del período presidencial de Sanguinetti, correspondiéndole dirigir el ministerio en ocasión de las elecciones de 1989.
Con la asunción del nuevo presidente Luis Alberto Lacalle, fue sucedido como ministro del Interior por Juan Andrés Ramírez Turell.

## Otras actividades
Fue profesor de Introducción al Derecho y Derecho Usual en Enseñanza Secundaria. Integró la Asamblea del Claustro de la Facultad de Derecho de la Universidad de la República por el Orden de Egresados. También tuvo actividad como periodista en los periódicos Batllismo de Rivera, Yunque y La Mañana.
En 1990 integró una comisión asesora del Ministerio de Salud Pública referente a un contrato para el reciclaje del Hospital Pereira Rossell.

## Vida personal
Era hijo de Flabio Rafael Buscasso Valle y de Lucía Sigillito Bolognino,quienes contrajeran matrimonio en 1920.Su padre falleció en 1939, cuando su hijo tenía solo trece años,y su madre en 1980.
Contrajo matrimonio en 1953 con Nelly Emma Longinotti,con quien tuvo una hija, Andrea.

## Fallecimiento
Flavio Buscasso falleció en Montevideo el 24 de marzo de 2002, a los 75 años de edad.